# Codice ENI
Il codice ENI (Europeo Non Iscritto) è lo strumento con cui le Regioni possono garantire l'applicazione del diritto all'assistenza sanitaria da parte dei cittadini dell'Unione europea indigenti irregolarmente presenti sul territorio che non sono iscritti al servizio sanitario nazionale né assicurati dalla cassa estera di competenza. Il diritto è sancito dalla Costituzione.
Il codice ENI è rilasciato dalle aziende sanitarie locali, all'atto della richiesta di cure oppure su richiesta dell'interessato.
Il codice è utilizzato per il rendiconto delle prestazioni erogate, per l'azione di recupero e negoziazione nei confronti degli Stati competenti in sede comunitaria o diplomatica.

## Prestazioni assicurate
Al possessore di codice ENI vengono garantite le cure ambulatoriali ed ospedaliere urgenti o comunque essenziali, ancorché continuative, per malattia ed infortunio e sono estesi i programmi di medicina preventiva a salvaguardia della salute individuale e collettiva, ed in particolare:
- la tutela sociale della gravidanza e della maternità, a parità di trattamento con le cittadine italiane, ai sensi della Legge 29 luglio 1975, n. 405, e della Legge 22 maggio 1978, n. 194[4], e del decreto del Ministro della sanità 6 marzo 1995, pubblicato nella Gazzetta Ufficiale n. 87 del 13 aprile 1995, a parità di trattamento con i cittadini italiani;
- la tutela della salute del minore in esecuzione della Convenzione sui diritti del fanciullo del 20 novembre 1989, ratificata e resa esecutiva ai sensi della Legge 27 maggio 1991, n. 176;
- le vaccinazioni secondo la normativa e nell'ambito di interventi di campagne di prevenzione collettiva autorizzati dalle regioni;
- gli interventi di profilassi internazionale;
- la profilassi, la diagnosi e la cura delle malattie infettive ed eventuale bonifica dei relativi focolai.

## Composizione
Il codice ENI, pur essendo di definizione regionale, è solitamente composto da 16 caratteri, in analogia con il codice fiscale, così suddivisi:
- tre costituiti dalla sigla "ENI";
- tre costituiti dal codice ISTAT relativo alla Regione;
- tre costituiti dal codice Ministero della Salute relativo alla ASL che attribuisce il codice;
- sette per il numero progressivo attribuito al momento del rilascio.